# Armand d'Allonville
Pour les articles homonymes, voir Allonville (homonymie).
Armand d'Allonville est né le 21 janvier 1809 à Hanovre et mort le 19 octobre 1867 à Versailles est un général de division puis sénateur, président du comité de cavalerie.
Il est grand officier de la Légion d'honneur.

## Sa famille
Armand-Octave-Marie d’Allonville est le fils d'Antoine Jean Baptiste d'Allonville d'Oysonville (1765-1811), et de Céleste Octavie de La Bourdonnaye-Liré (1790-1851)[réf. souhaitée]. Il est le dernier descendant d'une famille de la branche d'Oysonville-d'Arnancourt de la famille d'Allonville[réf. souhaitée].

## Biographie

### Sa jeunesse
D’Allonville, après des études à l'École d'application du Corps royal d'état-major, entre en 1830 dans l’arme de la cavalerie; en 1832 il assiste au siège d'Anvers en qualité d’aide de camp du général Rulhière.[réf. nécessaire]

### Laconquête de l'Algérie(1838-1845)
Dès 1838, Armand-Octave-Marie d’Allonville est nommé commandant des corps indigènes irréguliers de la province d’Alger. Il est chef d'escadron des spahis de la province d'Alger. Il prend part, de 1839 à 1848, aux campagnes contre Abd el-Kader; devant Bougie, à l’affaire du Chéliff, au combat de Bou-Roumi, à Miliana.[réf. nécessaire]
On le décore de la croix d'officier de la Légion d'honneur lors de la prise de la smala d'Abd el-Kader par le duc d'Aumale, en 1845. Il est mentionné pour sa conduite brillante à la bataille de l'Isly, le 14 août 1844. Il s'empare des canons des Marocains.[réf. nécessaire]
Capitaine, il est nommé lieutenant-colonel commandant le 1er Régiment de Spahis Algériens (1839-1845), par le maréchal de Saint-Arnaud Il ne s'agit pas toujours de guerre classique, mais parfois de razzias, où l'on tue quelques dizaines d'ennemis. Le reste de la tribu se sauve, en partie ruiné. Le capitaine d'Allonville, qui appartient à ce service, est spécialement chargé de s'occuper des auxiliaires indigènes, et il se fait remarquer, dans diverses opérations à la tête d'excellents cavaliers maures qu'il conduit brillamment. Il commande les gendarmes maures et est chargé du bureau arabe.[réf. nécessaire]

### Coup d'État du 2 décembre 1851
Colonel du 5e Régiment de Hussards en 1847, nommé général de brigade en 1851, il prend le commandement d'une brigade de la division de cavalerie de réserve de l'Armée de Paris, à Versailles. Donc ses unités vont participer activement au coup d'État de Louis Napoléon, le 2 décembre 1851, à Paris.[réf. nécessaire]
Le maréchal de Saint-Arnaud écrit : « Par d'habiles combinaisons, les chefs les plus brillants de la Nouvelle Afrique avaient été appelés à Paris. Là étaient Canrobert, le héros de Zaatcha, Marulaz, naguère colonel du 204e de Ligne et nommé général après l'expédition de Kabylie, d'Allonville, le brillant officier de cavalerie [...] J'ai passé hier la journée à Vincennes chez le colonel Répon avec Canrobert, d'Allonville, Marulaz [...] Tout Orléansville était là ». Le maréchal de Saint-Arnaud dans une autre lettre écrit à Maître Leroy de Saint-Arnaud, avocat à Paris, son frère[réf. incomplète] : « Mon ami, le lieutenant-colonel d'Allonville, est à Paris. C'est un vieux et intime camarade dont le nom t'est familier. Il veut aller saluer notre mère et te voir, ainsi que mes enfants. Il te plaira ».
Toutefois Armand-Octave d’Allonville est un partisan de l'ordre.[réf. nécessaire] Il refuse de donner l'ordre à ses hussards de crier : Vive l'Empereur, mais il ne soutient pas Changarnier qui essaie de s'opposer aux entreprises du Prince[réf. incomplète]. La division de cavalerie se positionne sur les Champs-Élysées. Ils ne rencontrent aucune hostilité chez les Parisiens. Les soldats sont même enthousiastes[réf. incomplète].

### La campagne de Crimée (1853-1856)
Armand-Octave-Marie d’Allonville reçoit le commandement de la brigade de chasseurs d’Afrique qui est envoyée en Crimée. La brigade de chasseurs d’Afrique comprend le  1er Régiment de Chasseurs d'Afrique et le 4e Régiment de Chasseurs d'Afrique[réf. incomplète].
Armand-Octave-Marie d’Allonville et sa brigade débarquent le 6 septembre 1853 à Varna (Bulgarie)[réf. incomplète]. Au cours de la campagne de Crimée, il vient au secours des Anglais lors de la Charge de la brigade légère le (25 octobre 1854). Pas un cavalier anglais ne serait sorti vivant de cette fournaise sans le chevaleresque élan du général d'Allonville et de ses chasseurs d'Afrique, qui escaladent au galop les monticules où est postée l'artillerie russe et dégagent les débris de la valeureuse cavalerie alliée[réf. nécessaire]. Le 4e Régiment de Chasseurs d'Afrique du général d'Allonville sabre certaines batteries russes et attire sur lui le feu des autres qui accablait la retraite des malheureux cavaliers anglais. Les cavaliers gravissent au galop les escarpements et poursuivent les canonniers. Armand-Octave d’Allonville appuie sans cesse Lord Cardigan pendant toute la bataille de Balaklava.[réf. nécessaire]
Ce fait d’armes vaut au général d’Allonville le grade de général de division[réf. souhaitée] et un rôle commandement plus important lors de la bataille d'Eupatoria le 17 février 1855. Sous les murs de cette citadelle, il remporte encore un brillant avantage sur la cavalerie russe.[réf. nécessaire]
D'Allonville, général de division, commande à partir du 20 mai 1855 la 1re brigade composée du 1er Régiment de Hussards et du 4e Régiment de Hussards et la 2e brigade composée du 6e Régiment de Dragons et du 7e Régiment de Dragons[réf. souhaitée].
Dans la nuit du 15 au 16 août 1855, le général d’Allonville, qui bivouaque avec sa division de cavalerie à la naissance de la vallée de Baidar (mn), marche vers le nord pour affronter les Cosaques. Les Russes attaquent avec 47 000 fantassins, 10 000 cavaliers et 272 canons[réf. incomplète].
Le 22 septembre 1855, le général d'Allonville débarque à Eupatoria avec les 6e Régiment de Dragons et du 7e Régiment de Dragons, le 4e Régiment de Hussards et une batterie à cheval. Il poursuit les troupes russes qui se réfugient dans les montagnes. Il décide d'aller attaquer une division russe qui est à 28 km d'Eupatoria. Il fonce sur elle. Douze escadrons de la division d'Allonville, la batterie Armand, de l'artillerie à cheval, deux cents cavaliers irréguliers et six bataillons égyptiens attaquent les lanciers de la Garde impériale russe appuyé par de nombreuses batteries d'artillerie. Les troupes d'Armand-Octave d’Allonville arrivent au galop, coupent la route à la cavalerie russe, et charge à l'arme blanche les canonniers. L'ennemi à nouveau s'enfuit.[réf. nécessaire] De nombreux prisonniers, deux cinquante chevaux, des canons... font oublier les 35 morts du côté des alliés[réf. incomplète].
Entre autres décorations, on le fait grand officier de la Légion d'honneur, le 28 décembre 1855, commandeur de l’ordre du Bain[réf. nécessaire] et grand officier de l’ordre de Medjidié[réf. souhaitée].

### La fin de sa vie
Armand-Octave d’Allonville est membre du Comité d'état-major le 17 mars 1855. La Campagne d'Italie (1859), si vite terminée, ne laisse pas le temps au général d'Allonville de se signaler de nouveau, et bientôt sa santé, de plus en plus chancelante, l'oblige à renoncer à ses fonctions actives dans l'armée française. Il devient président du Comité de Cavalerie, est membre du Conseil général d'Ille-et-Vilaine. Appelé le 31 décembre 1865 à faire partie du Sénat, le 19 octobre 1867, il succombe à une affection de poitrine contractée au front.[réf. nécessaire]

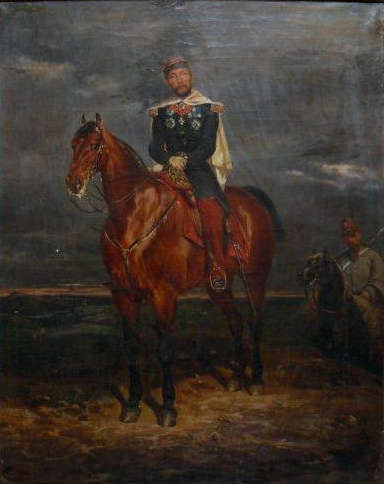

Sur un tableau détenu par le musée des Beaux-Arts de Rennes, Armand-Octave-Marie d’Allonville est représenté à cheval, suivi de son état-major à Versailles en 1858.

## Distinctions
- Grand officier de la Légion d'honneur

### Source
- Le livre d'or de l'Algérie, Narcisse Faucon, Challamel et Cie Éditeurs, Librairie algérienne et coloniale, 1889.
- « Armand d'Allonville », dans Adolphe Robert et Gaston Cougny, Dictionnaire des parlementaires français, Edgar Bourloton, 1889-1891 [détail de l’édition]